# Túlio de Melo
Túlio Vinícius Fróes de Melo (Montes Claros, 31 januari 1985) of kort Túlio de Melo is een Braziliaans voetballer (aanvaller) die sinds januari 2014 voor de Franse eersteklasser Évian Thonon Gaillard FC uitkomt. Voordien speelde hij onder andere voor Lille OSC, Le Mans UC en Palermo.
In 2011 werd hij landskampioen met Lille. Datzelfde jaar won Lille ook de Coupe de France.